# Діана Сеттерфілд
Діана Сеттерфілд (англ. Diane Setterfield; нар. 22 серпня 1964) — британська письменниця. Відома як авторка готичного роману «Тринадцята казка» (2006), який став бестселером.

## Біографія
Сеттерфілд народилася в Інглфілді, Беркшир, Велика Британія. Своє дитинство провела в селищі Сіл (англ. Theale; графство Беркшир). Після закінчення Сільської зеленої школи (англ. Theale Green School), Діана вступила до Бристольського університету, де вивчала французьку літературу. Спеціалізувалася на дослідженні життя та творчості нобелівського лауреата Андре Жіда. До кінця 1990 —х років викладала французьку літературу XIX—XX ст. у різних навчальних закладах Англії та Франції.
Дебютний роман авторки — «Тринадцята казка» (англ. The Thirteenth Tale) — став бестселером #1 за версією New York Times у 2006 році. За його мотивами знято однойменний телефільм 2013 року. В Україні роман «Тринадцята казка» вийшов у видавництві Клуб сімейного дозвілля за перекладом Володимира Горбатька. Восени 2013 року світ побачив другий роман письменниці — «Беллмен і Блек». А вже в грудні 2018 року в Doubleday видали її третій роман «Once Upon a River», що його переклали українською КСД у 2020 році — «Там, у темній річці». 

## Твори
- The Thirteenth Tale (2006) — «Тринадцята казка»
- Bellman & Black (2013) — «Беллмен і Блек»
- Once Upon a River (2018) – «Там, у темній річці»

## Українські видання
- Діана Сеттерфілд. Тринадцята легенда. — Харків : КСД, 2006. — 432 p. — ISBN 978-966-343-555-8.
- Діана Сеттерфілд. Тринадцята казка. — Харків : КСД, 2016. — 432 p. — ISBN 978-617-12-1529-0.
- Діана Сеттерфілд. Там, у темній річці. Харків : КСД, 2020. 432 с. ISBN 978-617-12-8182-0